# جيريمي تولالان
جيريمي تولالان (بالفرنسية: Jérémy Toulalan) (10 سبتمبر 1983 في نانت) لاعب كرة قدم فرنسي يلعب حاليا لصالح نادي الدرجة الأولى ليون الفرنسي ومنتخب فرنسا في مركز الوسط المدافع. يتميز بعدة صفات أبرزها الخجل، التواضع، توزيع التمريرات، التكتيك الجيد، واستخلاص الكرات بنجاح..

## المسيرة الرياضية مع الأندية

### نانت
يعتبر تولالان من مخرجات أكاديمية نادي نانت للناشئين وشارك للمرة الأولى مع الفريق الأول في موسم 2001/2002 في مواجهة فريق رين حيث دخل بديلا وانتهت المباراة بفوز فريق نانت 3/1. لقد كانت تلك مباراته الوحيدة في ذلك الموسم. خلال الموسمان التاليان كانت مشاركاته منع الفريق الأول محدودة جدا حتى موسم 2004/2005 عندما استطاع تثبيت أقدامه في كلاعب وسط صلب. خلال ذلك الموسم سجل هدفه الوحيد طوال مسيرته الرياضية وكان في مرمى فريق ستراسبورغ وانتهت المباراة بفوز فريق نانت 2/0 ونتيجة لذلك فقد تم اختياره ضمن أفضل فريق للبطولة في الموسم. على الرغم من أداء تولالان المبهر إلا أن فريق نانت احتل المركز السابع عشر في بطولة الدوري. قرر أن يخوض الموسم التالي 2005/2006 مع فريق نانت ثم سيقرر وجهته التالية.

### ليون
بعد نهاية موسم 2004/2005 أبدى نادي ليون حامل لقب بطولة الدوري آنذاك لثلاث مواسم متتالية اهتمامه بالتعاقد مع تولالان وتقدم بعرض رسمي للتعاقد معه مقابل 10 ملايين يورو ولكن نادي نانت رفض العرض. بعد نهاية موسم 2005/2006 قرر نادي ليون بذل جل مساعيه من أجل التعاقد مع تولالان لسد الفراغ الذي تركه رحيل محمدو ديارا إلى نادي ريال مدريد الإسباني وجيريمي كليمينت إلى نادي رينجرز الاسكتلندي. بعد أسابيع من المفاوضات تم الإعلان في 17 مايو 2006 أن نادي نانت وافق على إتمام الصفقة مقابل 7 ملايين يورو بينما وقع تولالان على عقد يربطه بنادي ليون لمدة أربع مواسم. بسبب إلغاء لبس القميص رقم 17 تكريما لمارك فيفيان فويه الذي قضى نحبه فقد تم منح تولالان القميص رقم 28.
شارك تولالان في أول مباراة رسمية مع فريقه الجديد ليون في مواجهة فريقه القديم نانت وانتهت المباراة بفوز فريق ليون 3-1. شكل مع البرازيلي جونينهو برنامبوكانو، السويدي كيم كالستروم، والبرتغالي تياغو مينديز خط وسط قوي وقادوا الفريق لتحقيق لقبه الرابع على التوالي في بطولة الدوري.
بسبب أدائه العالي في موسم 2007/2008 تم ترشيحه ضمن أفضل لاعبي بطولة الدوري في الموسم على الرغم من مشاركته في مركز الوسط المدافع. الجائزة ذهبت إلى زميله المهاجم الفرنسي كريم بن زيما. ربطت تقارير صحفية بين تولالان ونادي آرسنال وتشيلسي الإنجليزيان اللذان كانا يبحثان على أفضل بديل لباتريك فييرا وكلود ماكيليلي على التوالي. المدير الفني الفرنسي لفريق آرسنال أرسين فينغر أرسل كاشف المواهب غيل غريماندي لمتابعة أداء تولالان في عدة مباريات وكتابة التقارير عنه. في 7 مارس 2008 قال تولالان بأنه سعيد بوجوده في نادي ليون وجدد العقد الذي يربطهما بحيث ينتهي في صيف 2013.

## المسيرة الرياضية مع المنتخبات
شارك تولالان في أول مباراة دولية مع منتخب فرنسا في سنة 2000 مع منتخب فرنسا للناشئين تحت 17 سنة. وأيضا شارك مع منتخب فرنسا للناشئين تحت 18 سنة. تم استدعاء تولالان للمشاركة مع منتخب فرنسا في بطولة كأس الأمم الأوروبية للشباب تحت 21 سنة التي أقيمت في البرتغال سنة 2006 واستطاع أن يقوده إلى الدور النصف النهائي حيث وقع وقتها في فخ الهزيمة من منتخب هولندا. تم اختياره ضمن أفضل منتخب للبطولة في مركز الجناح الأيسر وليس في مركز الوسط المحوري بسبب تفضيل الهولندي إسماعيل العيساتي والفرنسي ريو أنطونيو مافوبا عليه.
استلم أول دعوى للانضمام إلى صفوف منتخب فرنسا للكبار أثناء تصفيات كأس الأمم الأوروبية 2008 أمام منتخب جزر فارو. شارك في تلك المباراة أساسيا ولم يتم استبداله وانتهت المباراة بفوز منتخب فرنسا 5/0. بسبب أدائه العالي مع النادي والمنتخب تم اختياره للمشاركة مع منتخب فرنسا في بطولة كأس الأمم الأوروبية 2008 التي أقيمت في النمسا وسويسرا معا. كان تولالان من اللاعبين الفرنسيين القلائل الذين شاركوا في التشكيلة الأساسية في المباريات الثلاث.
ومنذ ذلك الوقت أصبح تولالان لاعبا أساسيا لا غنى عنه وأفضل لاعب يحل مكان كلود ماكيليلي المعتزل في نظر المدرب ريموند دومينيك متفوقا على ريو أنطونيو مافوبا، ألو ديارا، ولاسانا ديارا. قال دومينيك عدة مرات في لقاءات صحفية بأن تولالان أفضل من يحل مكان باتريك فييرا عندما يقرر الأخير الاعتزال دوليا.

## روابط خارجية
- جيريمي تولالان على موقع الاتحاد الدولي (مؤرشف)  (الإنجليزية)
- جيريمي تولالان على موقع الاتحاد الأوربي (الإنجليزية)
- جيريمي تولالان على موقع رابطة كرة القدم الفرنسية للمحترفين (الإنجليزية)
- جيريمي تولالان على موقع إي إس بي إن إف سي (الإنجليزية)
- جيريمي تولالان على موقع قاعدة بيانات كرة القدم.إي يو (الإنجليزية)
- جيريمي تولالان على موقع ليكيب (الفرنسية)
- جيريمي تولالان على موقع ناشيونال فوتبول تيمز (الإنجليزية)
- جيريمي تولالان على موقع Soccerway.com (الإنجليزية)
- جيريمي تولالان على موقع عالم كرة القدم.نت (الإنجليزية)
- جيريمي تولالان على موقع كووورة